# Harvard (Nebraska)
Harvard é uma cidade localizada no estado americano de Nebraska, no Condado de Clay.

## Demografia
Segundo o censo americano de 2000, a sua população era de 998 habitantes.
Em 2006, foi estimada uma população de 916, um decréscimo de 82 (-8.2%).

## Geografia
De acordo com o United States Census Bureau, a localidade tem uma área de 1,7 km², sem área coberta por água. Harvard localiza-se a aproximadamente 544 m acima do nível do mar.

## Localidades na vizinhança
O diagrama seguinte representa as localidades num raio de 20 km ao redor de Harvard.